# Aéroport de Stepanavan
L’aéroport de Stepenavan code OACI : UDLS, est un aéroport civil desservant la ville de Stepanavan et la région de Lorri en Arménie. Il est situé à 6 kilomètres au nord-ouest du centre de Stepanavan.
L'aéroport opère un accord d'échange avec l'aéroport de Doncaster Sheffield au Royaume-Uni, selon lequel le personnel des deux aéroports procède à de courtes périodes de formation à l'aéroport correspondant.